# Broadlands (Illinois)
Broadlands é uma vila localizada no estado americano de Illinois, no Condado de Champaign.

## Demografia
Segundo o censo americano de 2000, a sua população era de 312 habitantes. 
Em 2006, foi estimada uma população de 307, um decréscimo de 5 (-1.6%).

## Geografia
De acordo com o United States Census Bureau, Broadlands tem uma área de 0,7 km², dos quais 0,7 km² são cobertos por terra e 0,0 km² cobertos por água.

## Localidades na vizinhança
O diagrama seguinte representa as localidades num raio de 16 km ao redor de Broadlands. 